# 퍼블릭 우먼
《퍼블릭 우먼》(La Femme Publique, The Public Woman)은 프랑스에서 제작된 안제이 주와프스키 감독의 1984년 드라마 영화이다. 표도르 도스토옙스키의 소설 《악령》을 바탕으로 제작되었다. 발레리 카프리스키 등이 주연으로 출연하였다. 프랑스에서 관람객 수는 1,302,425명이었으며 이는 그 해 28번째로 수익성이 높은 영화로 기록되었다.

## 출연

### 주연
- 발레리 카프리스키
- 프란시스 허스터
- 램버트 윌슨

### 조연
- 패트릭 보초우
- 로저 뒤마
- 쟝-뽈 파레

## 기타
- 의상: 올가 베를루티